# 랜들-선드럼 모형
랜들-선드럼 모형(영어: Randall–Sundrum model)은 우리 우주가 5차원의 반 더 시터르 (AdS) 공간의 꼴이라고 가정하는 물리 모형이다. 이에 따르면, 중력자 밖의 다른 모든 (표준 모형) 입자는 5차원 반 더 시터르 공간 속 4차원 브레인 위에 존재한다. RS1과 RS2라고 불리는 두 종류가 있는데, 전자는 대부분의 입자들이 존재하는 브레인 밖에 또다른 브레인을 도입하여 계층 문제를 해결하나, 후자는 그렇지 않다.

## 역사
1999년에 리사 랜들과 라만 선드럼이 도입하였다.

## RS1
반 더 시터르 공간의 계량 텐서는 다음과 같다.
{\displaystyle \mathrm {d} s^{2}={1 \over k^{2}y^{2}}(\mathrm {d} y^{2}+\eta _{\mu \nu }\,\mathrm {d} x^{\mu }\,\mathrm {d} x^{\nu })}
여기서 {\displaystyle k}는 임의의 상수다.
RS1 모형에서는 이 공간에 {\displaystyle y=1/k,\;1/Wk}에 두 경계면(브레인)을 부여한다. 대략 {\displaystyle k}는 플랑크 눈금에, {\displaystyle Wk}는 전약력 눈금(약 ~ TeV)에 있다고 가정하자. 이들을 각각 플랑크 브레인과 테라전자볼트(TeV) 브레인이라고 부르고, {\displaystyle W}는 휨 인자(영어: warp factor)라고 부른다. 표준 모형의 입자는 TeV 브레인 위에 존재한다.

## RS2
RS2 모형은 RS1과 유사하나, TeV 브레인이 없고, 대신 입자들이 플랑크 브레인 위에 존재한다.

## 같이 보기
- 칼루차-클라인 이론
- 거대 추가 차원